# Rue de la Montagne-Sainte-Geneviève
Pour les articles homonymes, voir Rue de la Montagne.
La rue de la Montagne-Sainte-Geneviève est une voie du 5e arrondissement de Paris situé sur la montagne Sainte-Geneviève.

## Situation et accès

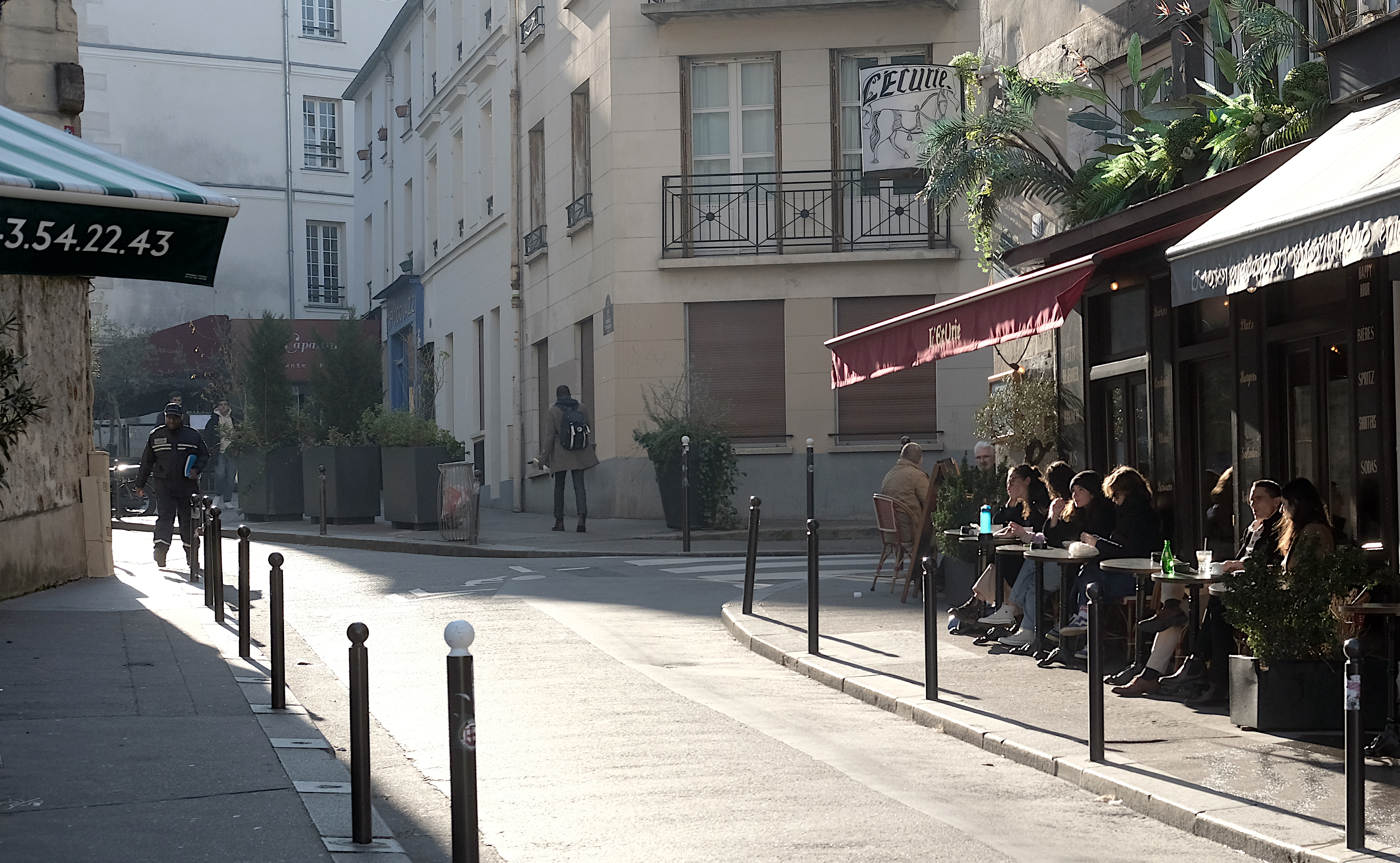
Le haut de la rue, à proximité de la place Sainte-Geneviève.

La rue de la Montagne-Sainte-Geneviève commence aujourd'hui au 2, rue Monge et 47 bis, boulevard Saint-Germain et se termine au 18, rue Saint-Étienne-du-Mont et 2, place Sainte-Geneviève. Elle présente une forte déclivité.
Le quartier est desservi par la ligne 10 aux stations Maubert - Mutualité et Cardinal Lemoine.
La rue de la Montagne-Sainte-Geneviève est une rue très touristique, avec de nombreux bars et restaurants particulièrement dans sa partie supérieure.

## Origine du nom
Cette voie gravit la montagne Sainte-Geneviève, du nom de l'abbaye.

## Historique

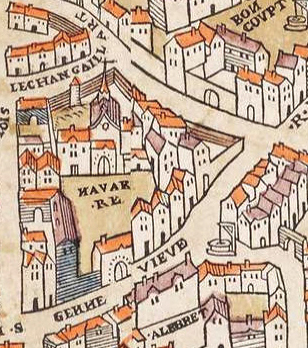
Rue Sainte-Geneviève au niveau du collège de Navarre, sur le plan de Truschet et Hoyau, vers 1550.
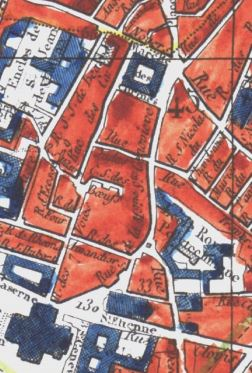
Rue de la Montagne Sainte-Geneviève - plan de Paris d'Ambroise Tardieu - 1839.

À son origine, la rue constituait une partie de l'ancienne voie gallo-romaine reliant Lutèce à Fontainebleau. Par la suite, elle correspondait au chemin que sainte Geneviève empruntait régulièrement pour aller prier au monastère des Saints-Apôtres, qui avait été fondé en 502 par Clovis et son épouse Clotilde et qui est devenu plus tard l’abbaye Sainte-Geneviève.
La rue telle qu'elle est de nos jours existe depuis le XIIIe siècle. Elle a porté les noms de :
- « rue Sainte-Geneviève » (1266-1276) ;
- « rue Sainte-Geneviève la Grant » ;
- « rue Sainte-Geneviève du Mont » ;
- « rue du Mont » ;
- « rue des Boucheries » ;
- « rue de la Montagne » (de 1793 à 1815).

Elle est citée dans Le Dit des rues de Paris, de Guillot de Paris, sous la forme « rue Sainte-Genevieve-la-grant ».
Elle est citée sous le nom de « Grand rue des Boucheries », pour une partie, et de « Rue de la Montagne Sainte Geneviefve », pour une partie, dans un manuscrit de 1636.

Quelques vues historiques
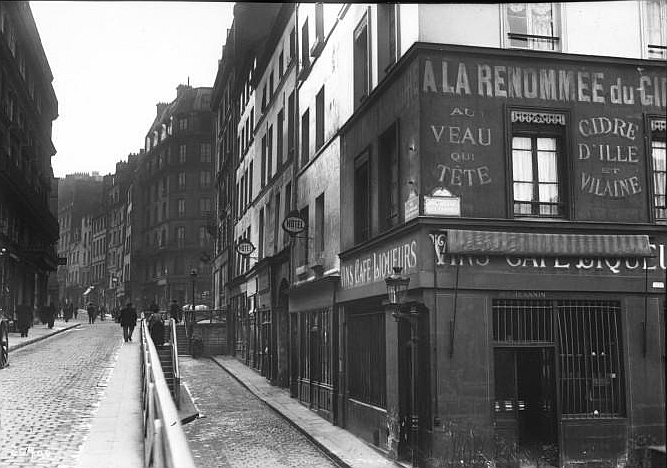
La partie basse de la rue en 1913.
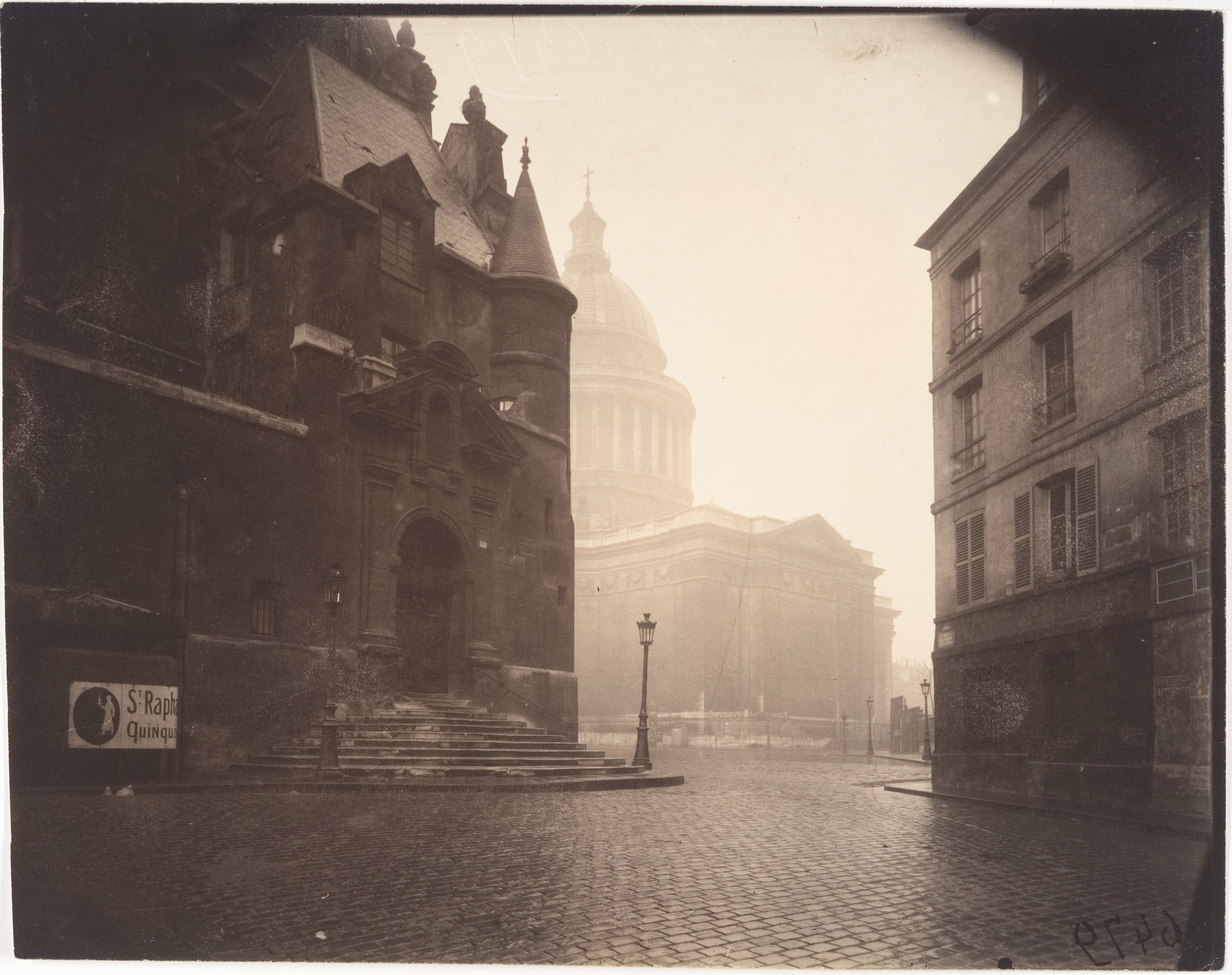
La partie haute de la rue en 1924 (photographie d'Eugène Atget).

## Bâtiments remarquables et lieux de mémoire
- Henry de Waroquier (1881-1970), artiste peintre, sculpteur et graveur, s'installe dans la rue en 1919.
- No 2 : les philosophes Gaston et Suzanne Bachelard vécurent à cette adresse ; une plaque leur rend hommage.
- No 4 : musée de la préfecture de police, hébergé depuis juin 1975[2] au troisième étage du bâtiment, inauguré en 1972, du commissariat de police du 5e arrondissement, qui est aussi depuis 2014 celui du 6e arrondissement[3] (André Bonnaud, architecte). Celui-ci est construit à l'emplacement de l'ancien marché couvert des Carmes (dit aussi marché Maubert) construit de 1813 à 1818 sur des plans de l’architecte Antoine Vaudoyer, lui-même ayant succédé sur ce site au carmel de la place Maubert — ou Monasterium de Mariae de Monte-Carmelo — construit au début du XIIIe siècle, fermé par la Constituante en 1790, puis totalement démoli en 1811[4].
- Intersection de la rue Basse-des-Carmes : emplacement de l'ancien collège de Dace (1275-1430), où est fixée une plaque commémorative.

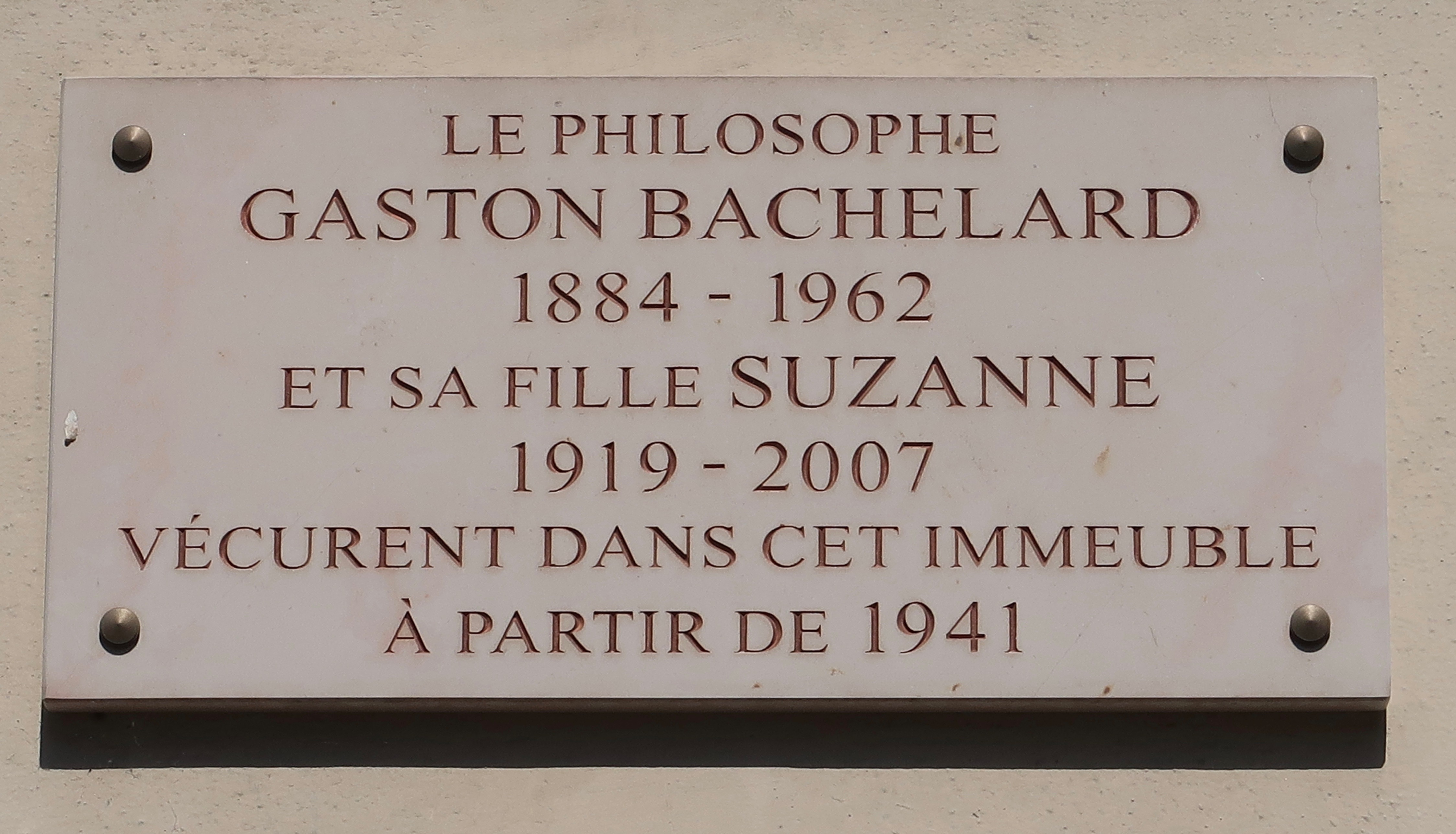
Plaque au no 2.
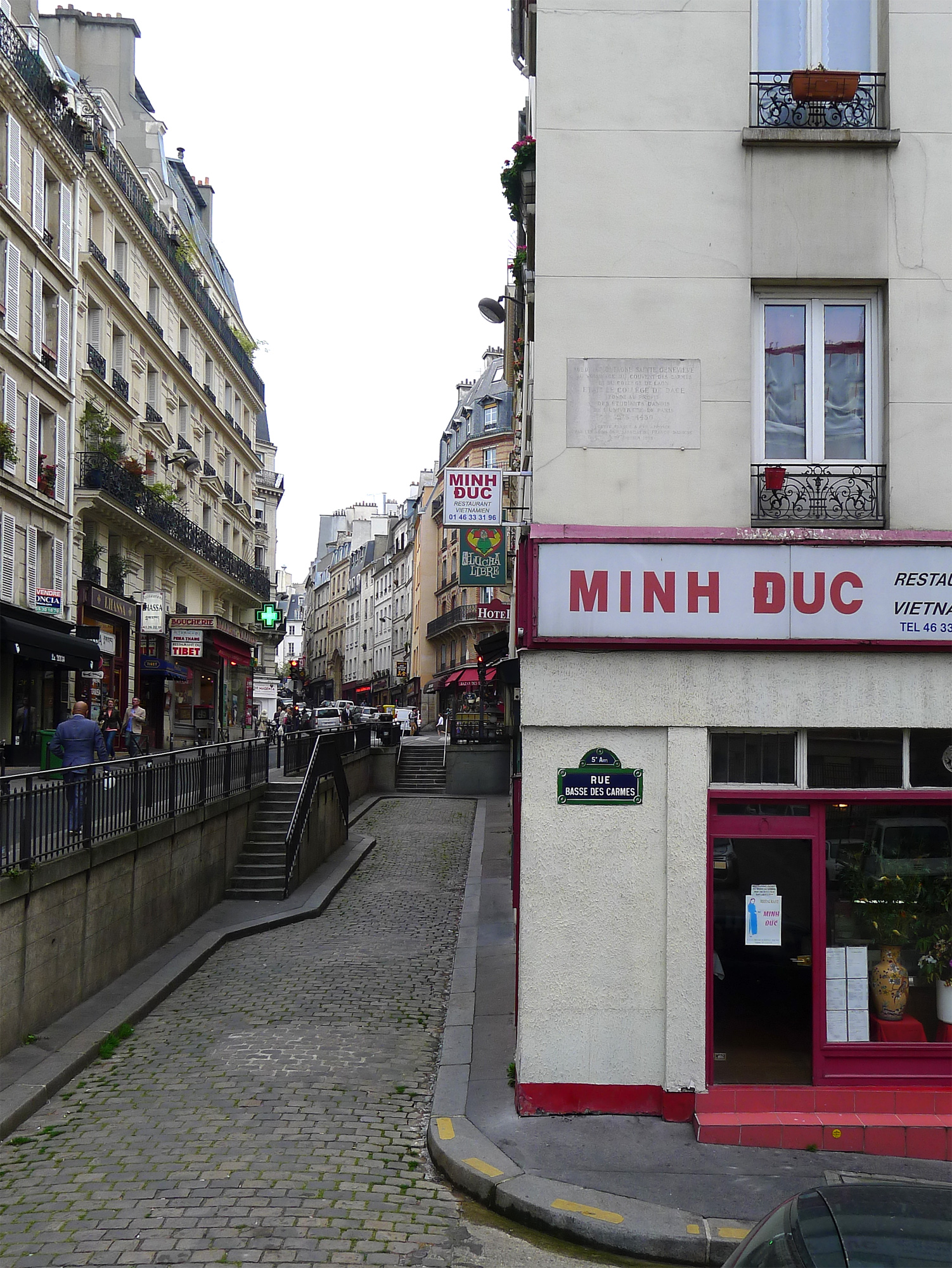
Intersection avec la rue Basse-des-Carmes.
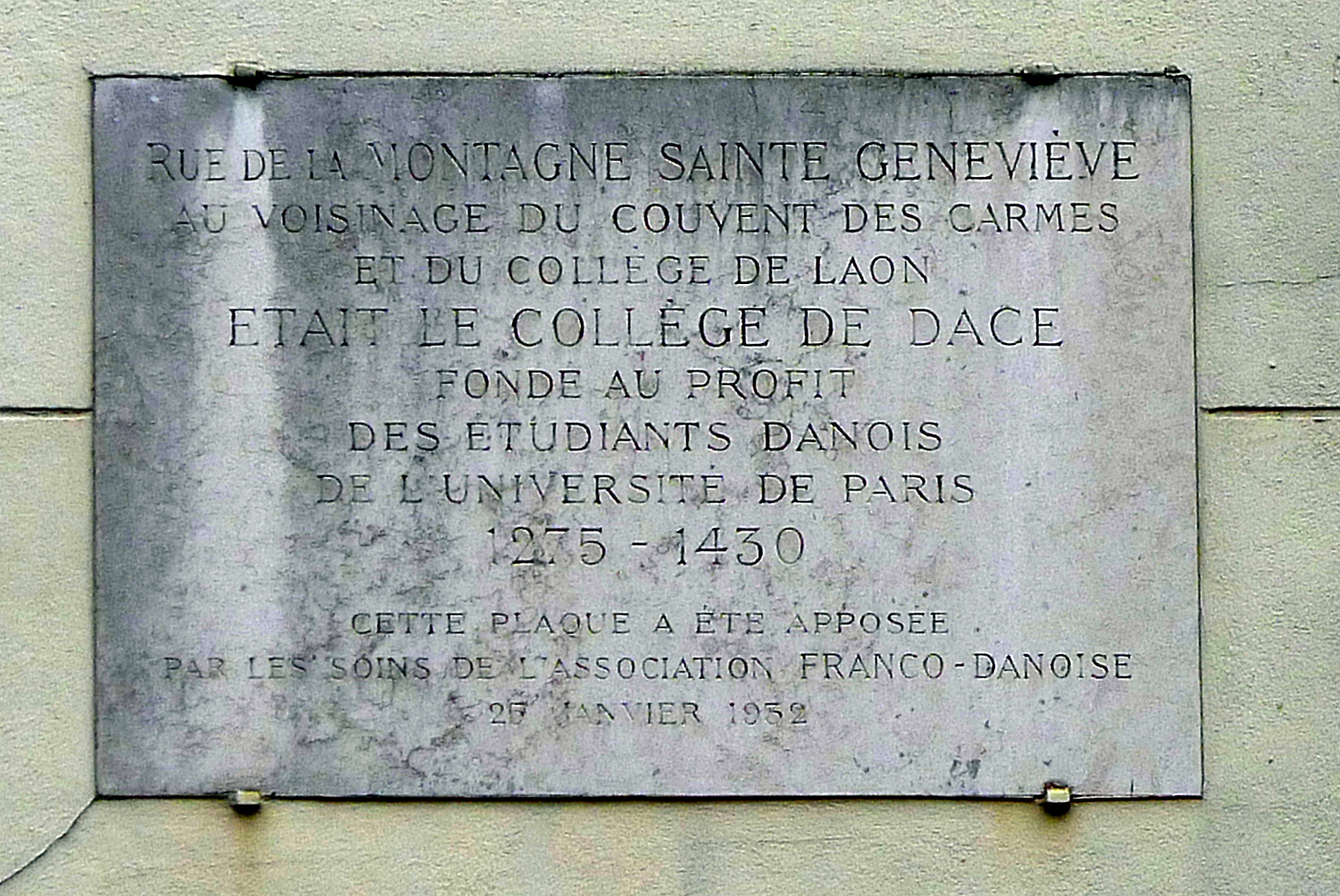
Plaque commémorative.

- No 11 : librairie russe « Les Éditeurs Réunis » et siège des éditions YMCA-Press, où fut édité notamment pour la première fois L'Archipel du Goulag d'Alexandre Soljenitsyne. Une plaque commémorative apposée en janvier 2025 par la Ville de Paris rappelle cette première publication[5].
- No 19 : dans le bâtiment de l'ancien collège de la Marche est créé en 1797, sous la Révolution, une institution nationale des colonies destinée aux enfants noirs. Les enfants de plusieurs personnalités (Toussaint Louverture, Jean-Baptiste Belley) y étudièrent[6].

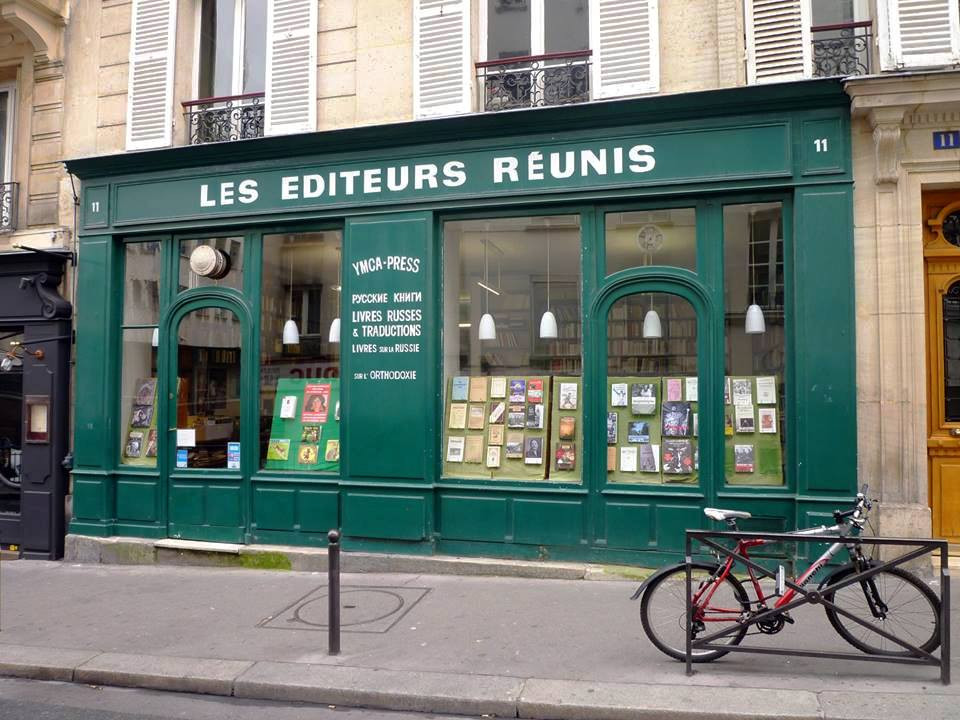
No 11.

- No 20 : le sculpteur Maurice Prost y a vécu.
- Du no 22 au no 32, les maisons abritaient, sous Louis XV, des étals de boucher, avec bouverie et bergerie dans les cours. La voie était appelée, alors, « rue des Boucheries »[7].
- No 28 : maison reconstruite sous Louis XV[8].
- No 34 : le Dojo de la Montagne Sainte-Geneviève, un des plus anciens clubs d’arts martiaux d’Europe, fondé en 1953 par le maître Henry Plée. Derrière le vantail du XVIIIe siècle se trouve une cour pavée, longeant l'ancien séminaire des Trente-Trois. Datant de 1657, ce collège du Quartier latin accueillait trente-trois indigents ayant fait vœu d'entrer dans les ordres. Leur nombre fait évidemment référence à l'âge de Jésus au moment de sa crucifixion. Au fond de la cour, un passage était aménagé, à l'entresol, pour communiquer avec l'impasse des Bœufs.

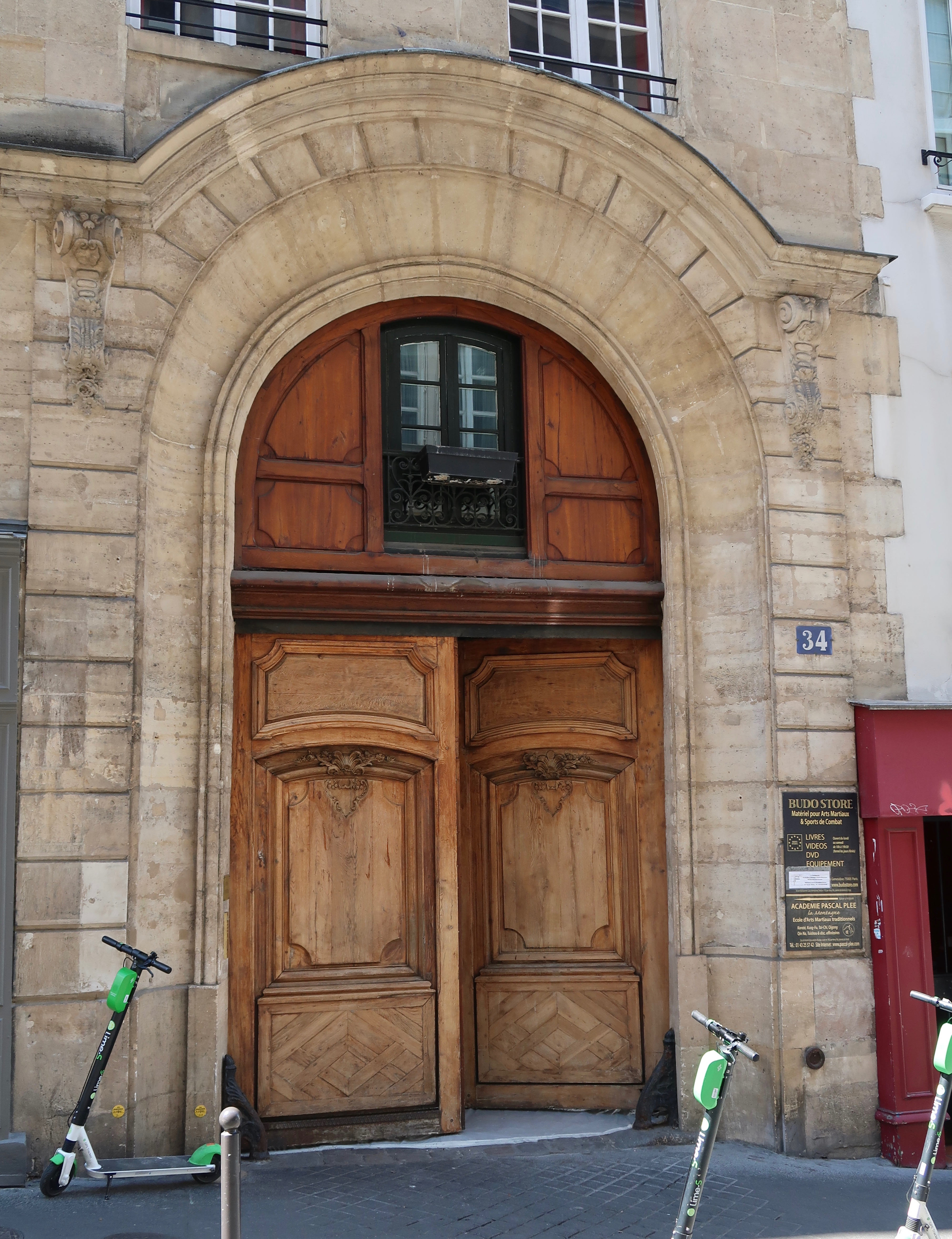
No 34.
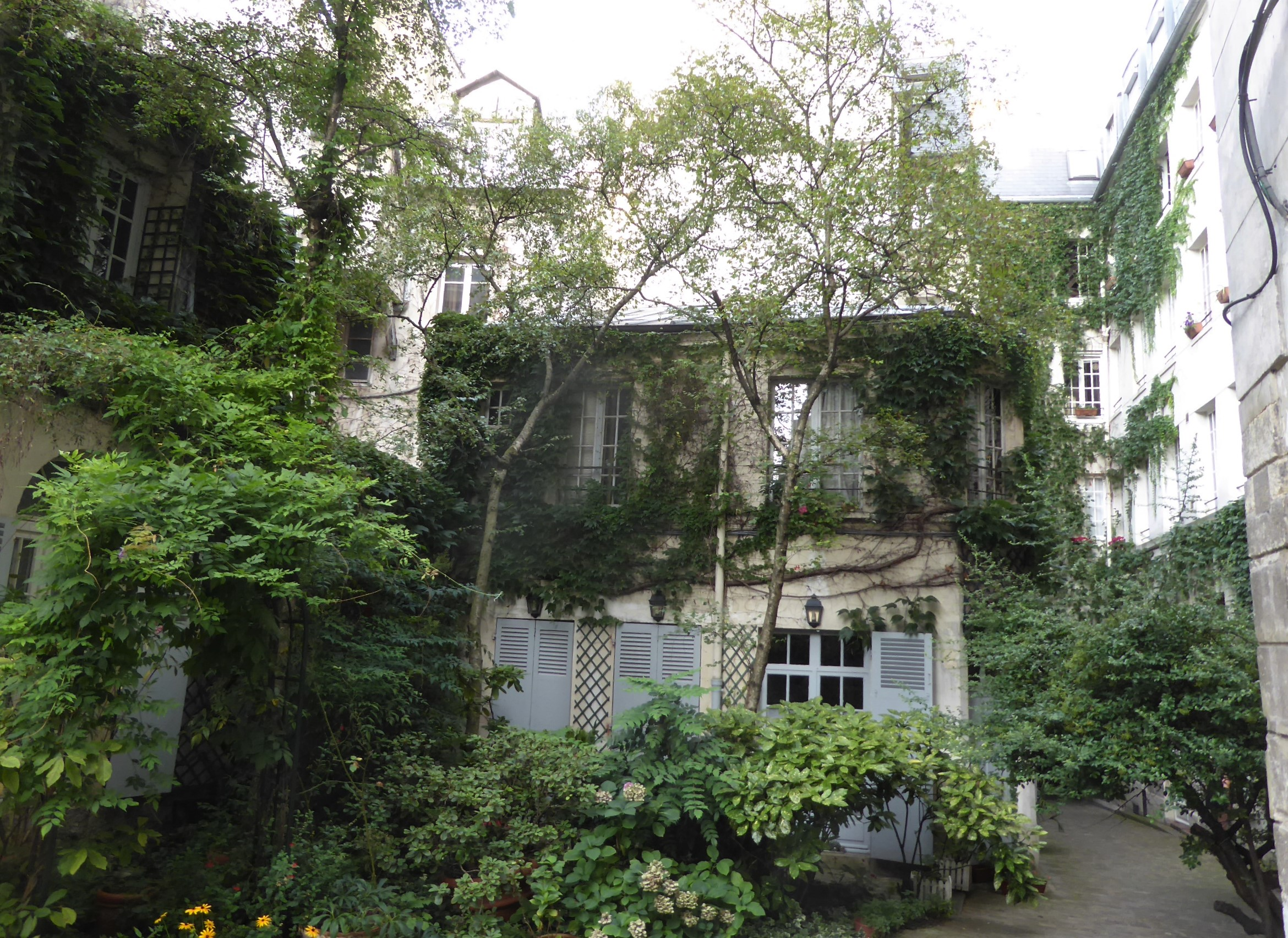
Cour intérieure du n°34.

- No 40 : le fils du musicologue Paul-Gilbert Langevin y a vécu pendant six ans.
- No 42 : à cette adresse se trouvait le restaurant Le Fer à Cheval qui était tenu par la mère de Thomas Elek, alias Tommy, membre du groupe de résistance Manouchian qui s'y réunissait[9] dans la clandestinité durant la Seconde Guerre mondiale.
- No 46 : emplacement du Bal Vacher, où Émile Vacher créa le style  musette[10].

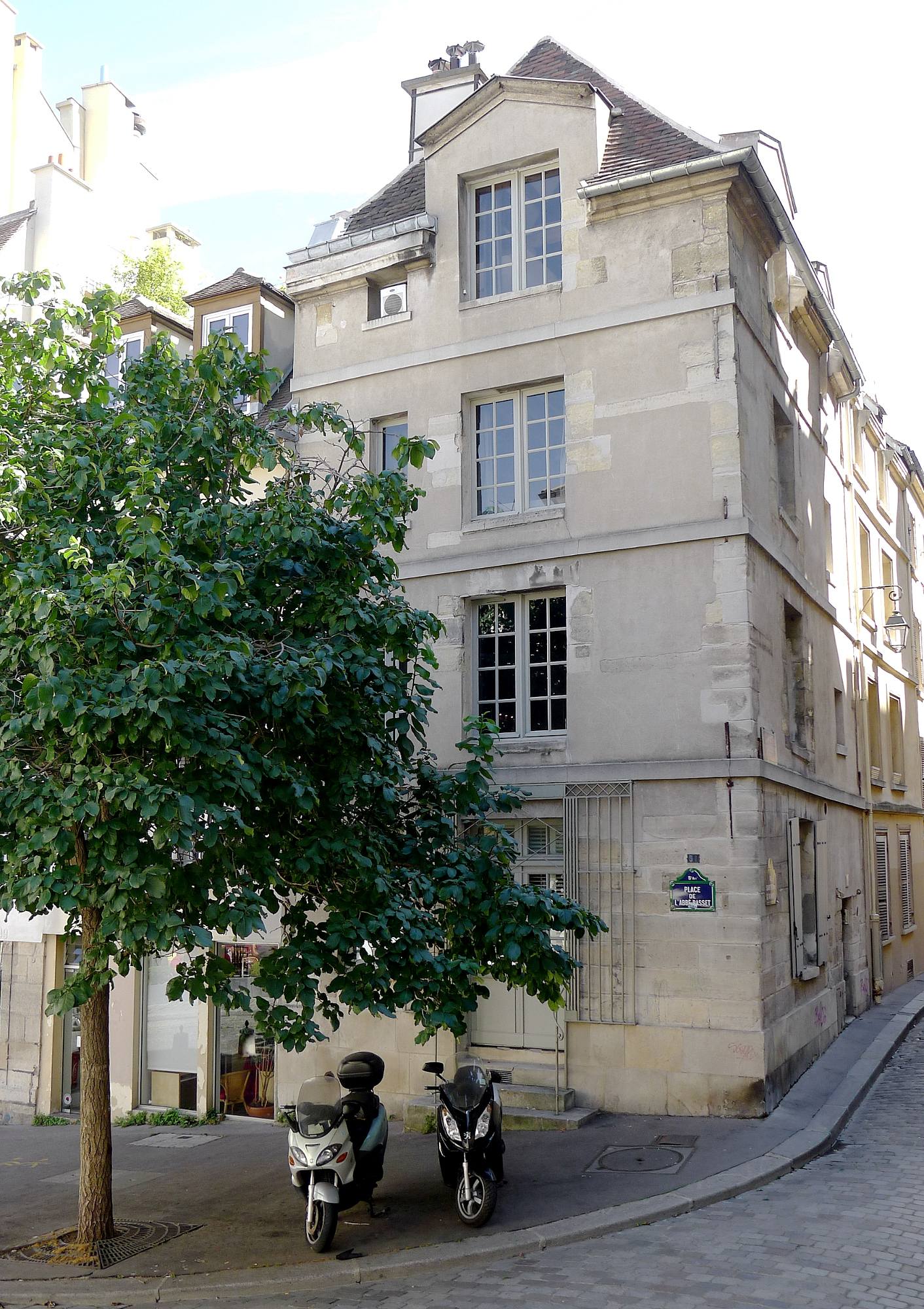
No 51.

- No 47 : cet immeuble a été inscrit aux monuments historiques, en 1964[11]. Le poète Raymond Datheil vécut à cette adresse ; une plaque lui rend hommage.

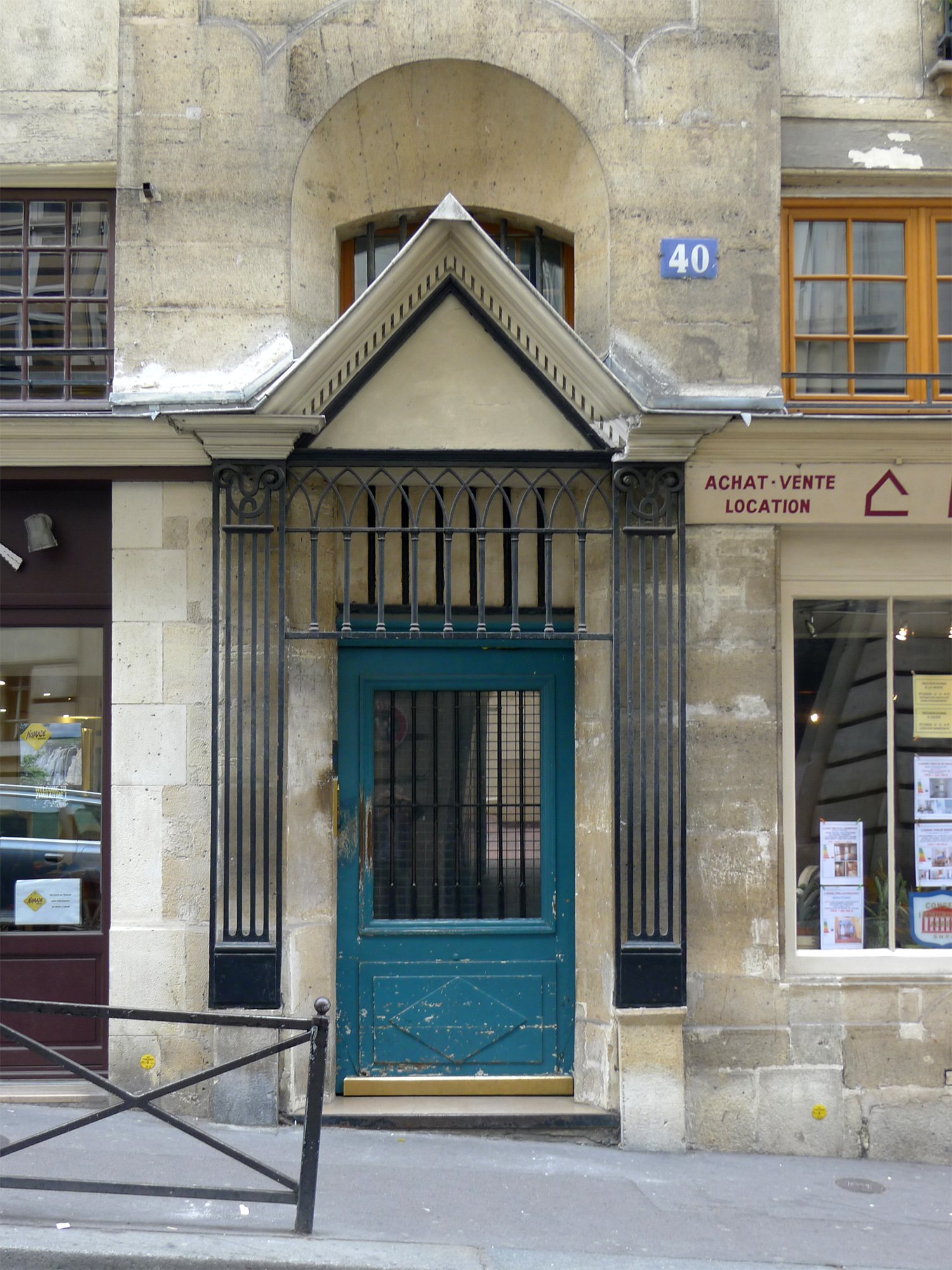
No 40.
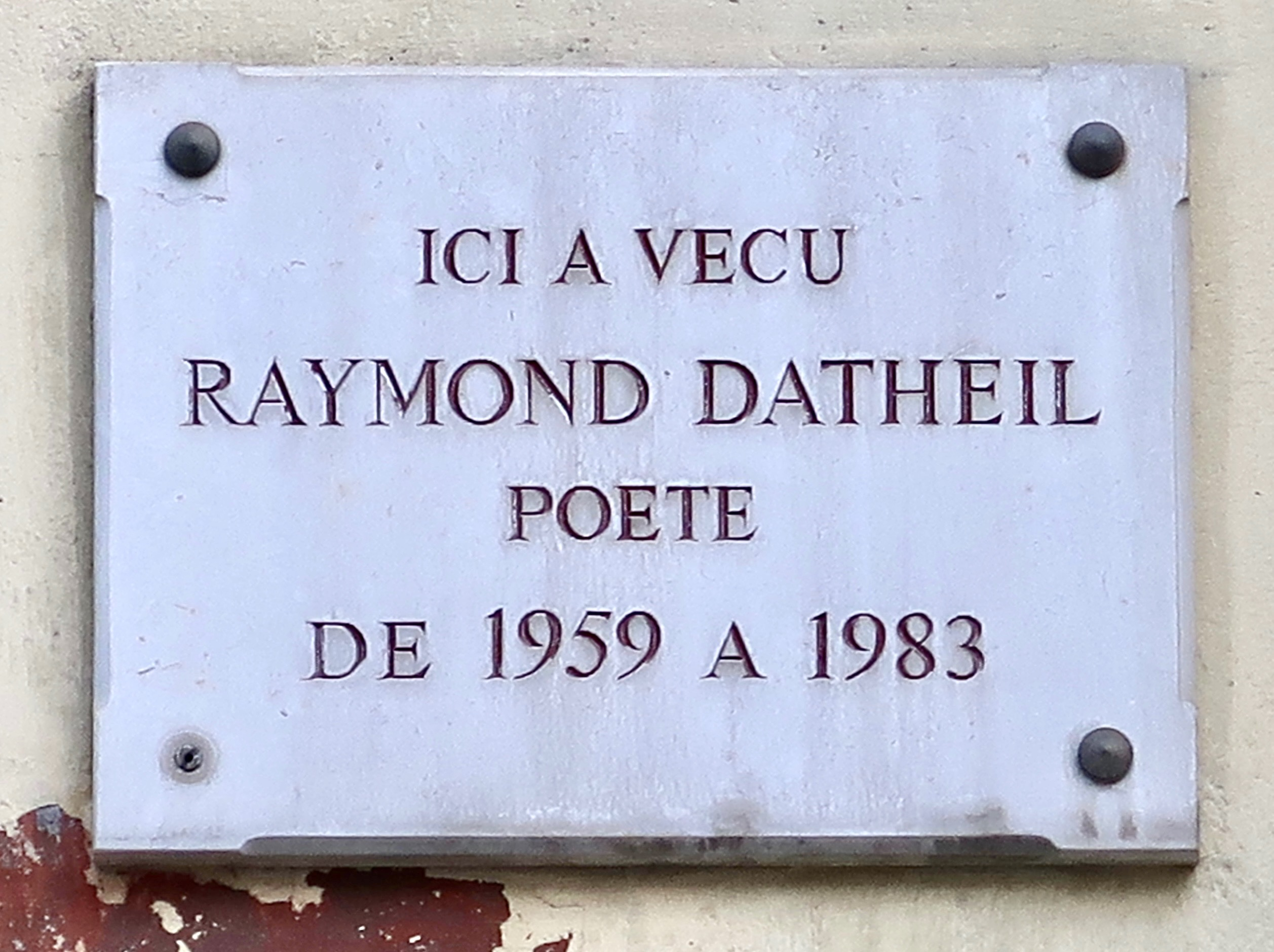
Plaque au no 47.
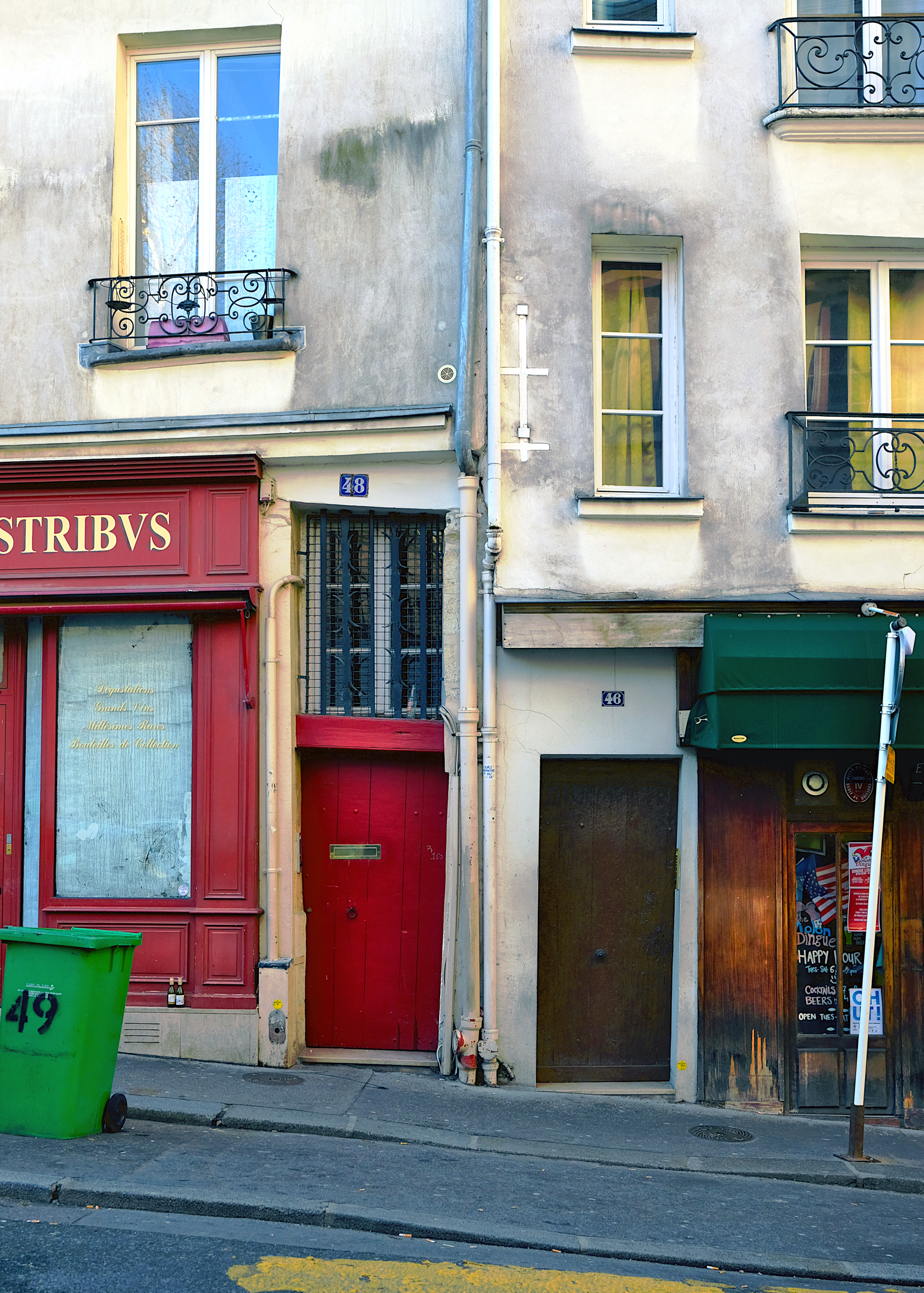
No 46 et 48.

- À l'intersection de la rue de la Montagne-Sainte-Geneviève et de la rue Descartes, place Jacqueline-de-Romilly, se trouve la fontaine Sainte-Geneviève. L'ancien siège de l'École polytechnique, jusqu'en 1976, donne sur la place.

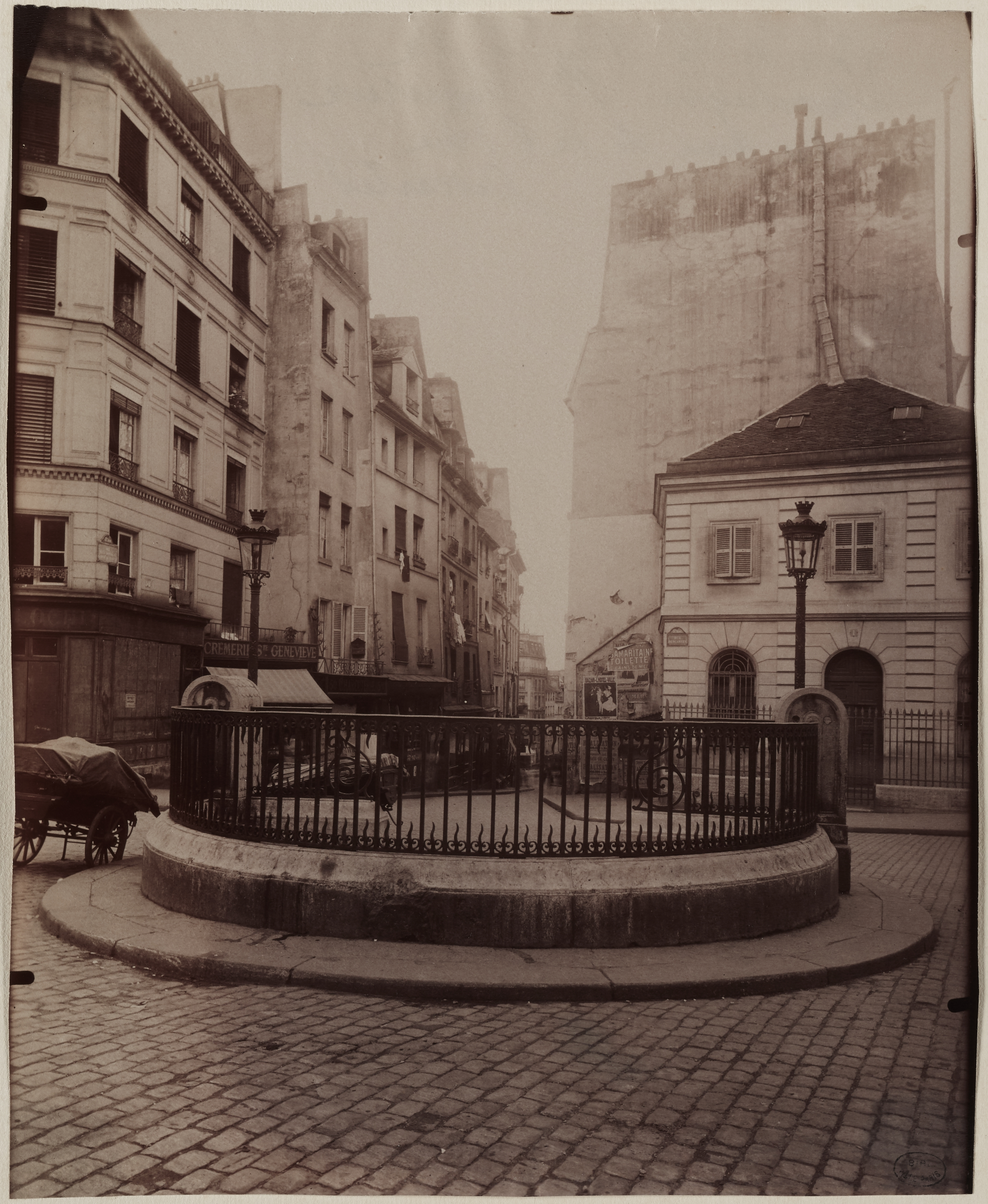
La rue en 1908.
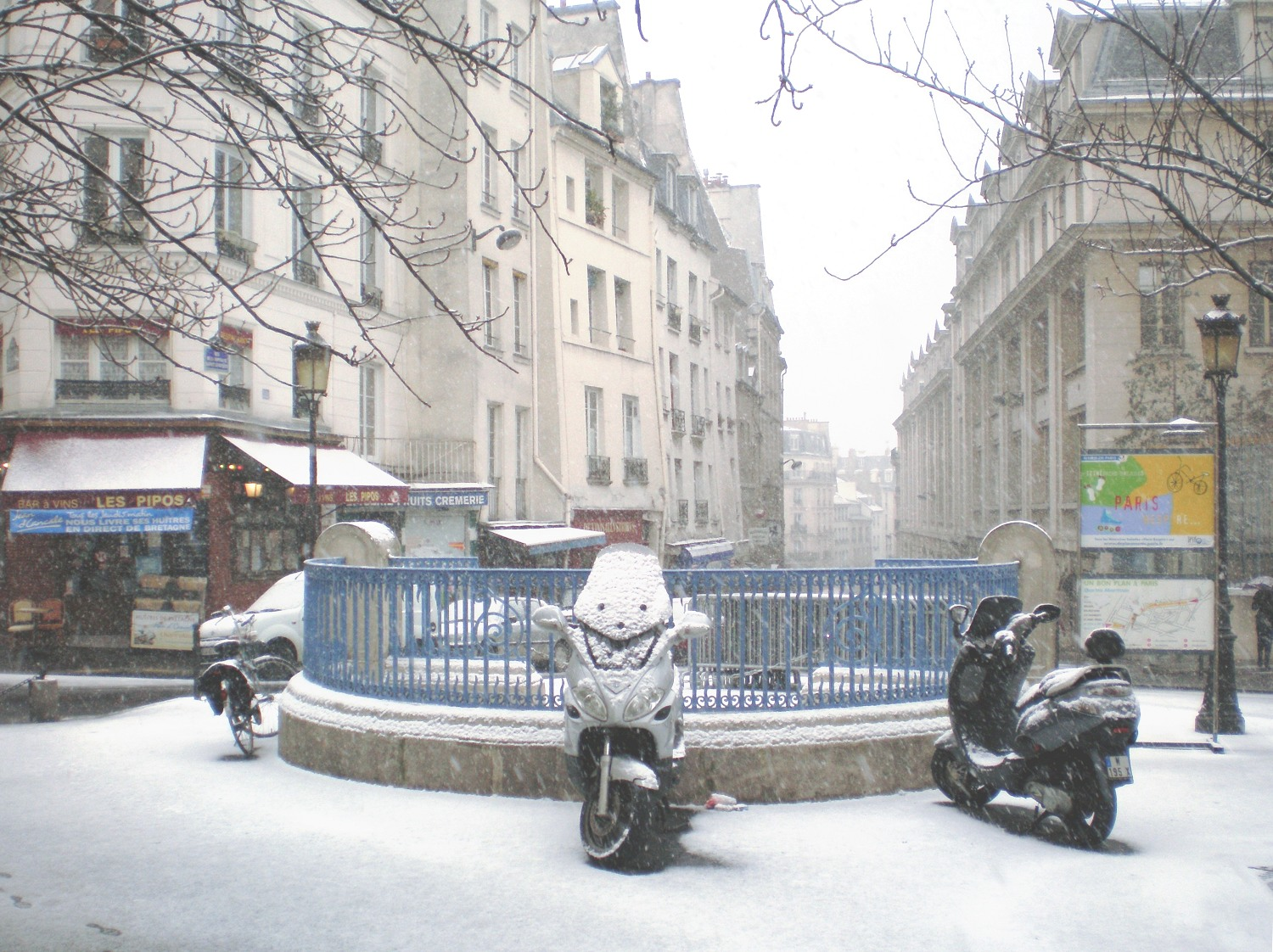
Rue au niveau de l'ancienne École polytechnique (hiver 2010).
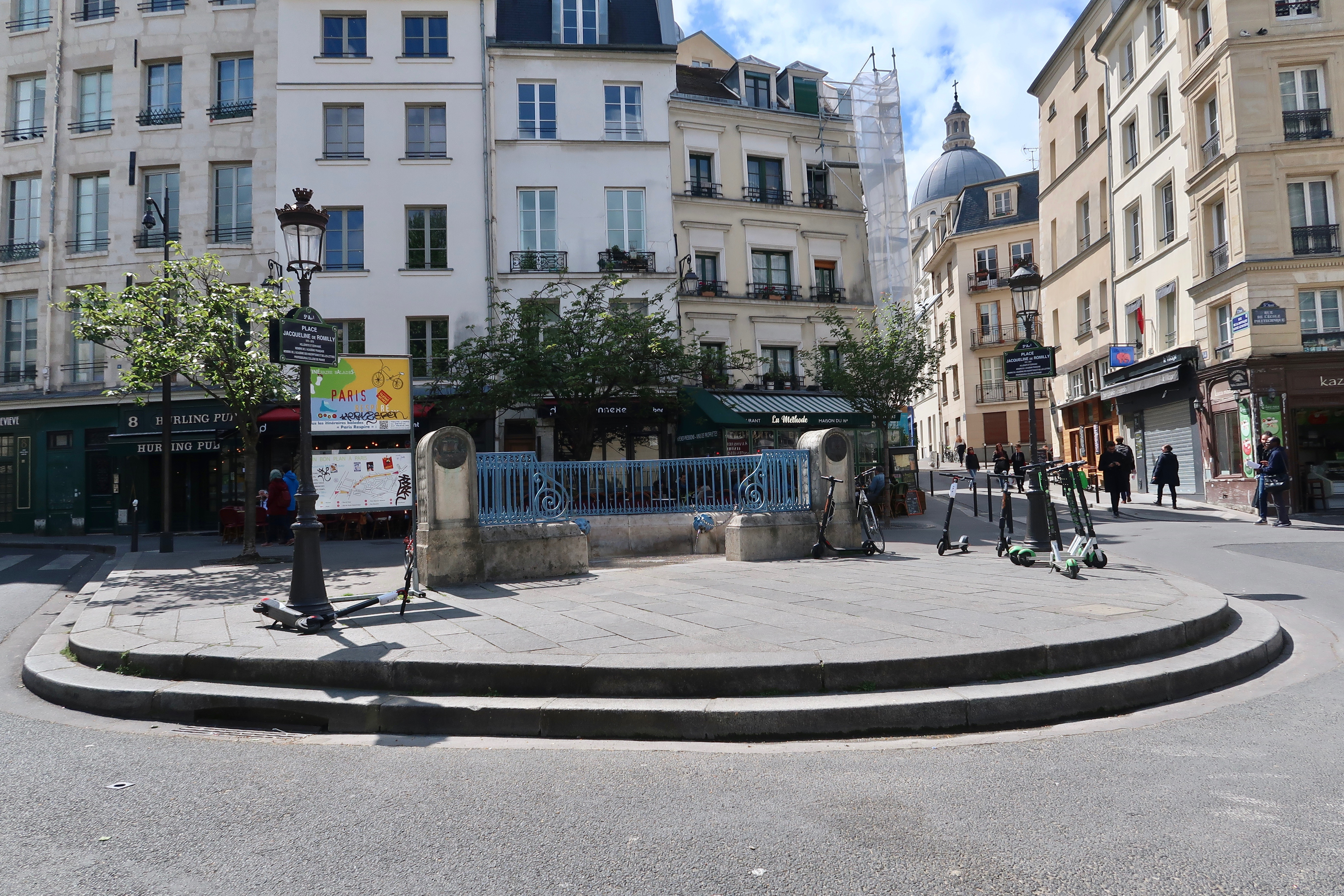
Fontaine Sainte-Geneviève.
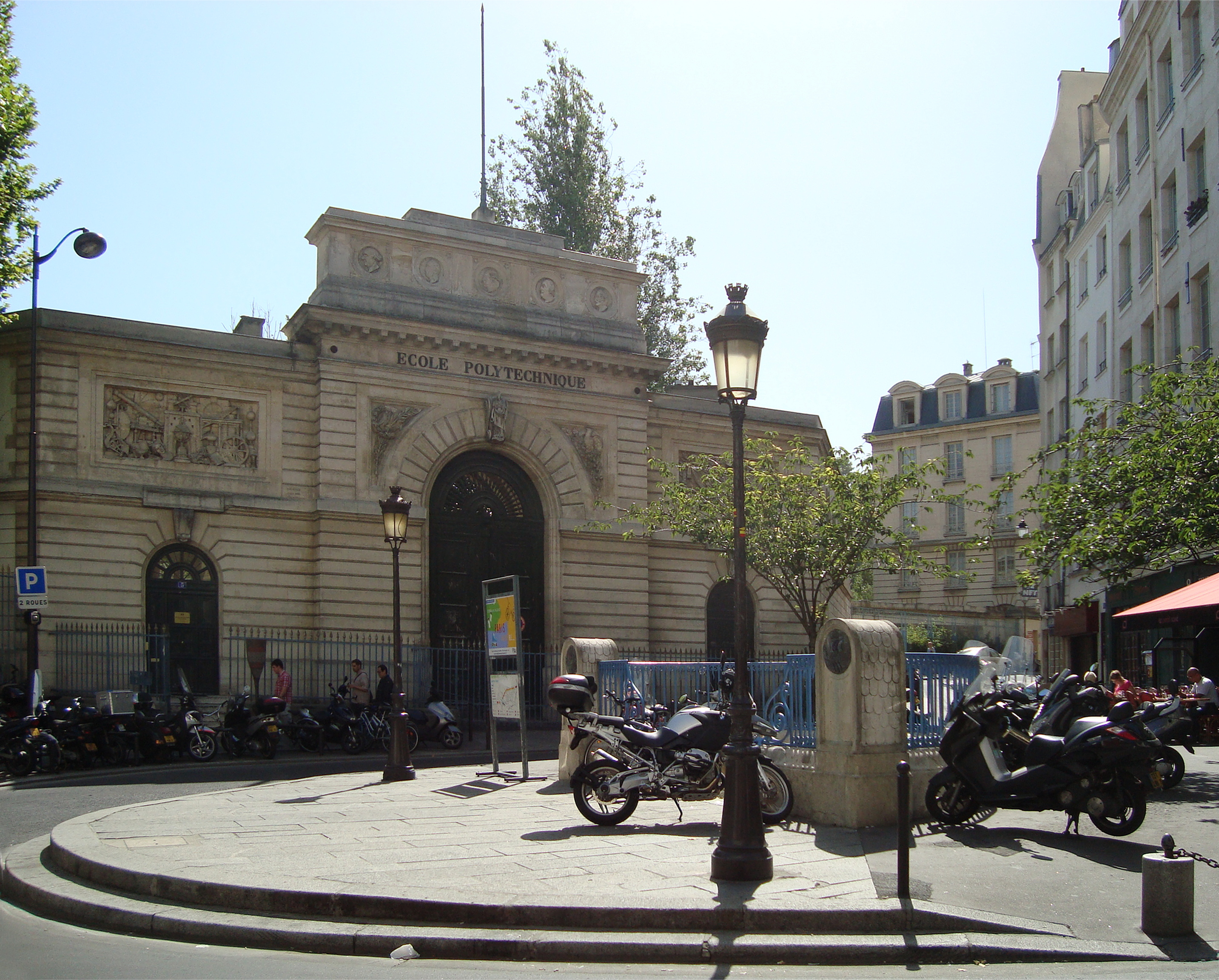
L'ancienne école polytechnique, en 2009.

- No 51 : cet immeuble a été inscrit aux monuments historiques, le no 51 en 1984[12].
- No 52 : emplacement du séminaire des Trente-Trois, construit en 1654 et supprimé en 1792. C’est dans cet établissement que fut enseigné pour la première fois le système de Newton[13].

- No 51.

- No 60 : cet immeuble a été inscrit aux monuments historiques, le no 60 en 1955[14].
- No 66 : petite maison du XVIIe siècle, ancien presbytère[8].

## Dans la culture

### Au cinéma
- Dans le film de Gérard Oury Le Corniaud (1965), Antoine Maréchal, joué par Bourvil, habite au no 47 de la rue.

### Dans la littérature
- No 22 : dans L'Interdiction d'Honoré de Balzac, le marquis d'Espard (mari de la marquise d'Espard) vit avec ses deux fils à cette adresse, dans une maison imprégnée de sérénité[15].